# Chryseuscelus dominicanus
Chryseuscelus dominicanus es una especie de coleóptero de la familia Attelabidae.

## Distribución geográfica
Habita en República Dominicana y en Haití.